# Bramus lutescens
Bramus lutescens is een zoogdier uit de familie van de Cricetidae. De wetenschappelijke naam van de soort werd voor het eerst geldig gepubliceerd door Thomas in 1897. Het mannetje staat in sterke belangstelling van genetici en biologen sinds Robert Matthey in 1953 ontdekte dat deze net als het vrouwtje geen Y-chromosoom bezit. Ook het SRY-gen ontbreekt.

## Karyotype en geslachtsbepaling
Zowel mannetjes als vrouwtjes hebben een opmerkelijk oneven karyotype, 2n = 17,XO. Van de andere soorten uit het geslacht Ellobius heeft alleen zuidelijke aardlemming een typisch XY-geslachtsbepaling, terwijl de Ellobius tancrei een variabel karyotype heeft van 2n = 32,XX tot 2n = 54,XX.
Bij de zoektocht naar welk gen de geslachtsbepaling dan wel in gang zet, worden genen onderzocht die daarbij bij veel zoogdieren een rol spelen naast het SRY-gen. Bij onder meer mens en muis codeert het NR5A1-gen steroïdogene factor 1 (SF1). Dit bindt zich met SRY tot een complex dat zich weer bindt aan de enhancer van SOX9 (testis-specific enhancer of Sox9 core, TESCO) dat uiteindelijk de ontwikkeling van de testis in gang zet. Ook dit gen blijkt bij deze soort echter niet het regulatorgen te zijn dat het geslacht bepaalt.
Ook SOX9 zelf bleek niet het gezochte regulatorgen.